# 兰考县革命委员会
兰考县革命委员会，简称兰考县革委会，1967年10月30日兰考县成立。是河南省第一个县级革命委员会。

## 历史
1967年3月25日成立兰考县革命委员会筹备组，人武部长王德庸任组长，县长张维新任副组长。1967年10月30日，经中共武汉军区委员会批准，兰考县革命委员会成立。1970年3月中共兰考县革命委员会核心小组成立，代行县委职权。

## 领导
主任：张钦礼（1967年10月-1971年4月）、庞传文（1971年4月-1974年2月）、张钦礼（1974年2月-1977年10月）、刁文（1977年10月-1980年4月）